# Jan Górski (cichociemny)

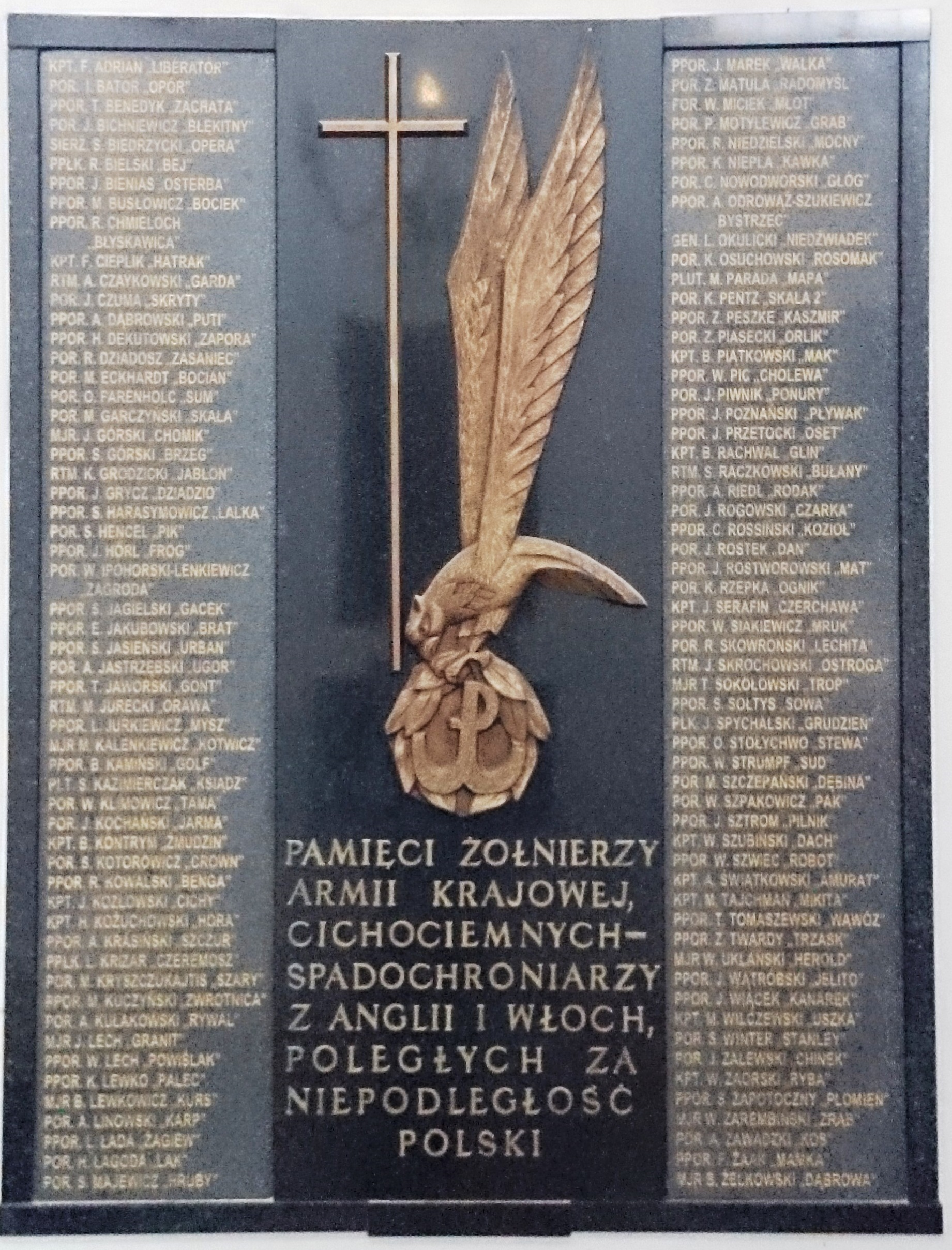
Tablica w kościele św. Jacka w Warszawie, upamiętniająca poległych cichociemnych, w tym Jana Górskiego

Jan Górski ps. „Chomik”, „Deribas”, „Maciej”, „Samowar” (ur. 29 sierpnia?/11 września 1905 w Odessie, zm. 17 kwietnia 1945 w Lengenfeld) – inżynier, kapitan dyplomowany saperów Wojska Polskiego, major saperów Polskich Sił Zbrojnych, jeden z inicjatorów utworzenia systemu łączności z Krajem, polegającego na zrzucaniu do Polski przeszkolonych (głównie w dywersji, łączności i wywiadzie) spadochroniarzy, zwanych „cichociemnymi”.

## Życiorys
Jan Górski urodził się 11 września 1905 roku w Odessie, w rodzinie Ludwika, lekarza, i Konstancji z Pieńkowskich. Miał brata Michała. Kształcił się w Odessie i tam też podjął pracę. Był działaczem harcerstwa i współpracownikiem wywiadu Polskiej Organizacji Wojskowej. Po wybuchu wojny polsko-bolszewickiej wstąpił w 1920 roku do Korpusu Kadetów nr 2 w Modlinie, a następnie brał udział w walkach.
Od 1924 roku był słuchaczem Oficerskiej Szkoły Inżynierii w Warszawie. 29 września 1926 roku Prezydent RP mianował go podporucznikiem ze starszeństwem z dniem 15 sierpnia 1926 roku w korpusie oficerów inżynierii i saperów, a Minister Spraw Wojskowych wcielił do kadry oficerów saperów. 25 sierpnia 1927 roku, po ukończeniu szkoły, został wcielony do batalionu elektrotechnicznego w Nowym Dworze Mazowieckim. 15 sierpnia 1928 roku awansował na porucznika ze starszeństwem z dniem 15 sierpnia 1928 roku i 5. lokatą w korpusie oficerów inżynierii i saperów. W 1935 roku ukończył studia na Politechnice Warszawskiej uzyskując tytuł inżyniera elektryka. Na kapitana awansował ze starszeństwem z dniem 1 stycznia 1936 roku korpusie oficerów inżynierii i saperów. W latach 1938–1939 był słuchaczem XIX Kursu Wyższej Szkoły Wojennej w Warszawie.
Okres kampanii wrześniowej to przydział w Sztabie Naczelnego Wodza, a następnie po agresji ZSRR na Polskę ewakuacja przez Rumunię do Francji.
Był jednym z twórców systemu łączności lotniczej między Rządem emigracyjnym, Naczelnym Dowództwem Wojska Polskiego, a Związkiem Walki Zbrojnej. Idea powstania jednostki spadochronowej, która miała realizować także zadania udziału w akcjach bezpośrednich została zgłoszona już we Francji 30 grudnia 1939 r., (pozostała bez odpowiedzi), następnie 21 stycznia 1940 roku została złożona bezpośrednio generałowi Kazimierzowi Sosnkowskiemu. Gdy skapitulowała Francja, razem z kapitanem Maciejem Kalenkiewiczem w londyńskim sztabie kontynuował prace nad utworzeniem jednostki w Anglii. Współtworzył szczegółowe opracowania i raporty w celu realizacji tego przedsięwzięcia.
Po przeszkoleniu w marcu 1943 roku został przerzucony z Anglii w okolice Grodziska Mazowieckiego z przydziałem do Obszaru Białystok AK. Na majora awansował ze starszeństwem z dniem 15 marca 1943 roku w korpusie oficerów saperów. Później prowadził działalność konspiracyjną i dywersyjną na terenie Warszawy i Krakowa posługując się dokumentami na nazwiska: Mikołaj Bereśniewicz, Jan Florczak i Julian Szablewski.
Okoliczności śmierci Górskiego nie są dokładnie znane. Aresztowany w Krakowie w sierpniu 1944 roku zginął z rąk okupantów. Według jednej wersji wydarzeń został rozstrzelany, według innej miał zginąć w trakcie próby ucieczki, z obozu Lengenfeld – filii obozu koncentracyjnego Flossenbürg, gdzie był więziony.
Jan Górski w 1933 roku zawarł związek małżeński z Natalią z Bereśniewiczów (ur. w 1905 roku), z którą miał troje dzieci: Wandę (ur. w 1936 roku) oraz bliźniaki: Bogdana i Halinę (ur. w 1939 roku).

## Ordery i odznaczenia
- Krzyż Srebrny Orderu Virtuti Militari (1944) nr 13330[7]
- Krzyż Walecznych – dwukrotnie
- Srebrny Krzyż Zasługi
- Medal Pamiątkowy Za Wojnę 1918–1921
- Medal Międzysojuszniczy „Médaille Interalliée”.

## Upamiętnienie
W lewej nawie kościoła św. Jacka przy ul. Freta w Warszawie odsłonięto w 1980 roku tablicę Pamięci żołnierzy Armii Krajowej, cichociemnych – spadochroniarzy z Anglii i Włoch, poległych za niepodległość Polski. Wśród wymienionych 110 poległych cichociemnych jest Jan Górski.

## Literatura dodatkowa
- Cichociemni - elita Polski walczącej (Materiały z konferencji 10 maja 2016 roku), Zeszyty zespołów senackich, Zeszyt 31/2016 pod red. Piotra Świąteckiego, Kancelaria Senatu 2016.